# Baie Mechigmen
Le baie Mechigmen est une baie côtière située à l'est de la péninsule Tchouktche (Sibérie extrême orientale). Elle lie les terres continentales de la péninsule au détroit de Béring. À l'ouest, un bras de d'eau s'enfonce profondément dans les terres, constituant la ria Mechigmen. La baie Mechigmen est délimitée au nord par le cap Kriguygun et au sud par le cap Nygchigen.

## Géographie
La baie Mechigmen est une baie à l'est de la péninsule Tchouktche.
La baie borde les côtes de la péninsule à l'ouest tandis qu'à l'est, se trouve le détroit de Béring. La baie s'étend entre le cap Kriguygun (nord) et le cap Nygchigen (sud).
Au milieu de la baie, une importante étendue d'eau s'enfonce dans les terres, créant la ria Mechigmen. Une longue et étroite bande de terre côtière sépare la baie de la ria. Une petite coupure se trouve à son niveau central, à proximité de Masik (ancien village Yupik), créant une passe et permettant la connexion entre les deux étendues d'eau.

## Faune et flore
Une faune marine importante habite dans les eaux de la baie Mechigmen. Parmi les espèces notables, on note la présence de différentes espèces de mammifères, à l'image des baleines, des orques ou des morses,,,. Des poissons d'espèces adaptées à ces eaux froides se trouvent également dans la zone, notamment des poissons du genre Dallia,.

## Activités humaines

### Économie contemporaine
La chasse des mammifères marins ainsi que la pêche sont les principales activités économiques de la baie.